# Axis mundi

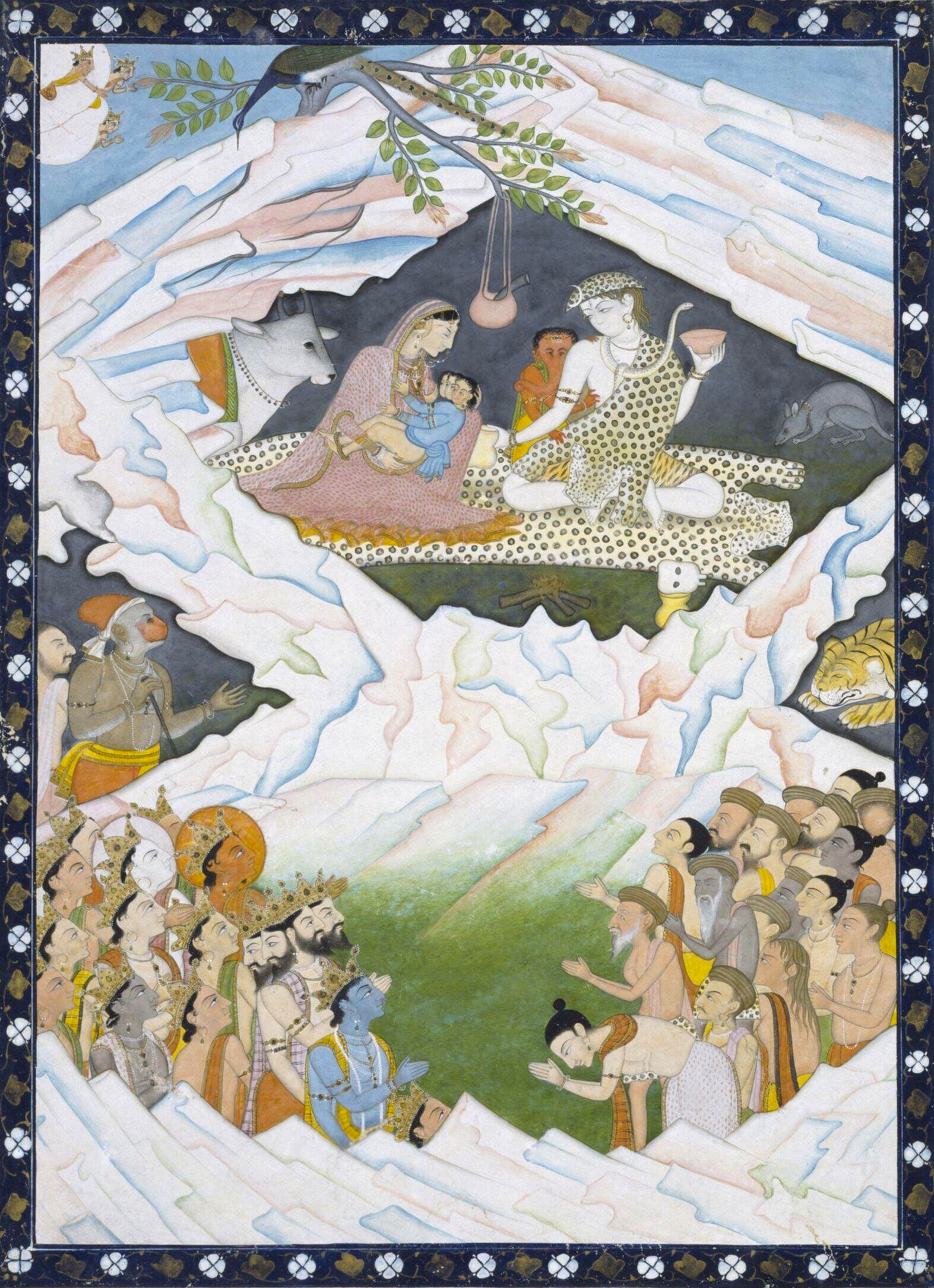
Ilustração da significação hindu do Monte Kailash, mostrando Shiva e Ganesha.

O axis mundi (em latim "centro do mundo", "pilar do mundo") é um símbolo ubíquo que atravessa as culturas humanas. A imagem representa um centro no qual a eternidade e a terra encontram-se entre os quatro cantos do mundo. Neste ponto correspondências são feitas entre os reinos superiores e inferiores. Mensagens dos reinos inferiores podem ascender à eternidade e as bênçãos do reinos mais elevados podem descer a níveis mais baixos e serem divulgadas a todos.  É o "omphalos" (umbigo), ponto de início do mundo.
Essa imagem toma muitas formas e pode ser feminina (um umbigo fornecendo alimento) e masculina (um falo fertilizando). Pode ter origem natural (uma montanha, uma árvore, uma videira, uma haste, uma coluna de fumaça ou fogo, uma ilha) ou ser um produto da fabricação humana (um povo, uma torre, uma escada, um mastro, uma cruz, um campanário, uma corda, um totem, um pilar, etecetera).

O monte Fuji, no Japão

O mitólogo Joseph Campbell trabalha com frequência a questão do axis mundi em suas obras:
O efeito da aventura bem-sucedida do herói é a abertura e a liberação do fluxo de vida no corpo do mundo. O milagre desse fluxo pode ser representado, em termos físicos, como a circulação da substância alimentar; em termos dinâmicos, como um jorro de energia; e, espiritualmente, como manifestação da graça. Essas variedades de imagens alternam-se entre si com facilidade, representando três graus de condensação de uma mesma força vital. Uma colheita abundante é o sinal da graça de Deus; a graça de Deus é o alimento do espírito; o resplandecente raio é o precursor da chuva fertilizante e, ao mesmo tempo, manifestação da energia liberada por Deus. Graça, substância alimentar, energia: esses elementos se precipitam sobre o mundo vivo e, sempre que falham, a vida se decompõe em morte.
As torrentes se precipitam a partir de uma fonte invisível. Seu ponto de entrada é o centro do círculo simbólico do universo, o Ponto Imóvel da lenda do Buda, em torno do qual, pode-se dizer, o mundo gira. Sob esse ponto, encontra-se a cabeça — suporte da terra — da serpente cósmica, o dragão, que simboliza as águas do abismo — a energia e a substância divinas,criadoras de vida, do demiurgo, o aspecto gerador do mundo do ser imortal. A árvore da vida, isto é, o próprio universo, cresce nesse ponto. Está enraizada na escuridão e sustentada por ela; o pássaro dourado do sol está empoleirado em sua copa; uma fonte, poço inexaurível, borbulha a seus pés. Pode-se utilizar também a figura de uma montanha cósmica, com a cidade dos deuses, tal como um lírio de luz, no seu topo; em suas depressões, estão as cidades.